# Cryptophagus arctomyos
Cryptophagus arctomyos là một loài bọ cánh cứng trong họ Cryptophagidae. Loài này được Sainte-Claire Deville miêu tả khoa học năm 1927.